# Žužići (Višnjan)
Pour les articles homonymes, voir Žužići.
Žužići (en italien : Zusi) est une localité de Croatie située en Istrie, dans la municipalité de Višnjan, dans le comitat d'Istrie. En 2001, la localité comptait 26 habitants.

## Démographie
| 1948 | 1953 | 1961 | 1971 | 1981 | 1991 | 2001 |
| ---- | ---- | ---- | ---- | ---- | ---- | ---- |
| 29   | 28   | 29   | 25   | 23   | 22   | 26   |